# マーキュリー・マリナー
マリナー(MARINER)はフォードが製造、マーキュリーブランドで販売していた自動車である。

## 概要
フォード・エスケープおよびマツダ・トリビュートの姉妹車であるが、それらよりもやや上級の車種に位置づけられる。マーキュリーブランドでは初の乗用車ベースのSUVとなり、また同ブランド最小の車種でもある。生産はエスケープやトリビュートとともにカンザスシティ工場にて行われた。

## 歴史

### 初代 (2004年 - 2006年)
2003年のニューヨーク国際オートショーでデビューし、翌年から2005年モデルとして発売開始。メカニズムなどはエスケープと基本的に変わらず、エンジンは直4 2.3LとV6 3.0Lの2種類。ただし、トランスミッションは4速ATのみでMTの設定はない。
また、エスケープに導入されていたハイブリッド仕様は2006年モデルで追加された。こちらの仕様もエスケープと同じである。

### 2代目 (2007年 - 2011年)
2007年から2008年モデルとして発売を開始。プラットフォームは先代からのキャリーオーバーである。パワートレーンも当初は先代と同じであったが、2009年モデルでは従来の2.3Lに代わって2.5Lエンジンが用意され、トランスミッションも6速ATに換装された。
2010年10月3日に生産を終了、これは一般販売向けとしては最後のマーキュリー車となった。